# Uganda Christian University
Uganda Christian University (UCU) – ugandyjska prywatna uczelnia wyznaniowa w Mukono.

## Historia
Uniwersytet został założony w 1913 roku jako uczelnia teologiczna Bishop Tucker Theological College. W 1997 roku uczelnia ta uzyskała miano uniwersytetu. 
W 2004 uniwersytet uzyskał najwyższą państwową akredytację jako pierwsza prywatna uczelnia w kraju.

## Wydziały
Na uniwersytecie działają następujące wydziały:
- Wydział Biznesu i Administracji (ang. Faculty of Business & Administration)
- Wydział Edukacji i Sztuki (ang. Faculty of Education & Arts)
- Wydział Prawa (ang. Faculty of Law)
- Wydział Nauk Ścisłych i Technologii (ang. Faculty of Science & Technology)
- Wydział Nauk Społecznych (ang. Faculty of Social Sciencies)
- Szkoła Boskości i Teologii (ang. School of Divinity & Theology)
- Szkoła Badań Naukowych i Studiów Podyplomowych (ang. School of Research And Postgraduate Studiess).

## Kampusy i budynki uczelniane
Uczelnia ma swoje kampusy w Arua i Mbale.